# Nanoscypha tetraspora
Nanoscypha tetraspora är en svampart som först beskrevs av Seaver, och fick sitt nu gällande namn av Denison 1972. Nanoscypha tetraspora ingår i släktet Nanoscypha och familjen Sarcoscyphaceae.   Inga underarter finns listade i Catalogue of Life.